# Kvantöverlägsenhet
Kvantöverlägsenhet (engelska: Quantum supremacy) är förmågan hos kvantdatorer att lösa problem som konventionella datorer inte kan lösa inom en praktisk tidsperiod. En kvantdator kan till exempel lösa ett specifikt problem på några minuter medan samma problem skulle ta tusentals år att lösa på en konventionell dator.

## Historik
Det engelska begreppet Quantum supremacy myntades av fysikern John Preskill år 2012 men konceptet går tillbaka till tidigt 1980-tal då bland andra fysikern Richard Feynman föreslog idén om att en kvantdator skulle kunna lösa problem som en vanlig dator inte klarar av.

## Googles experiment
I september 2019 rapporterade Financial Times att man fick tag på en läckt kopia av en vetenskaplig rapport som publicerades på NASA:s-webbplats av misstag i förtid, där det stod att Google hade uppnått kvantöverlägsenhet med en kvantdator. I rapporten stod det bland annat att: "detta experiment markerar den första beräkningen som endast kan utföras på en kvantprocessor" samt att Googles kvantdator lyckades lösa en beräkningsuppgift på tre minuter och tjugo sekunder medan samma uppgift hade tagit Summit, världens (2019) snabbaste konventionella superdator, eller 100 000 vanliga datorer som använder sig av de snabbaste algoritmerna, 10 000 år att lösa. Titeln på rapporten var: “Quantum supremacy using a programmable superconducting processor". I oktober 2019 publicerades den tidigare läckta rapporten från Google officiellt på tidskriften Nature. Google konstruerade tillsammans med NASA en processor vid namn "Sycamore" som består av 54 kvantbitar men eftersom en ledning var trasig fungerade endast 53 kvantbitar när experimentet utfördes.
Professor William D. Oliver från MIT skrev en artikel i Nature i respons till Googles bedrift, där han menar att framgången med att ha lyckats programmera en kvantdator för en specifik uppgift är en milstolpe inom "computing", jämförbar i betydelse med bröderna Wrights första flygningar.

### Kritik från IBM
IBM är konkurrent till Google när det kommer till kvantdatorer och är kritiska till utförandet av Googles experiment samt menar att Google inte uppnått kvantöverlägsenhet. IBM har dock inte bevisat att deras påstående stämmer och fick i sin tur mothugg från Google som menar att IBM ska, istället för att prata, faktiskt utföra experimentet på Summit, superdatorn som IBM utvecklade. IBM påstår även att samma experiment skulle endast ta max två och en halv dag att lösa på Summit beroende på hur den är programmerad och inte 10 000 år. Google svarade IBM och menar att även om detta påstående vore sant så är 200 sekunder (3 minuter och 20 sekunder) betydligt snabbare än två och en halv dag och visar att kvantöverlägsenhet har uppnåtts. IBM använder dessutom begreppet felaktigt och tror att kvantöverlägsenhet är när kvantdatorer löser problem som inte konventionella datorer kan lösa men alla problem som en kvantdator kan lösa, kan även vanliga datorer lösa given en viss tid.